# Bơi lội tại Đại hội Thể thao Đông Nam Á 2017
Môn bơi lội thi đấu tại Đại hội Thể thao Đông Nam Á 2017 ở Kuala Lumpur diễn ra tại Trung tâm thể thao dưới nước quốc gia ở Bukit Jalil. Đây là một trong bốn môn thể thao dưới nước tại đại hội, cùng với nhảy cầu, bóng nước, và bơi nghệ thuật.
Đại hội năm 2017 được tham gia thi đấu trong 13 nội dung (nam 20 nội dung và nữ 20 nội dung).

## Các nội dung
Tương tự như thể thức của chương trình vào năm 2015, bơi lội có tổng cộng 38 nội dung (19 từng dành cho nam và nữ), trong đó có hai nội dung 10 km bơi marathon ngoài trời. Các nội dung sau đây sẽ được tranh chấp (tất cả các nội dung hồ bơi là quá trình lâu dài, và khoảng cách được tính bằng mét trừ khi có ghi):
- Tự do: 50, 100, 200, 400, 800 (nữ), và 1,500 (nam);
- Bơi ngửa: 50,100 và 200;
- Bơi ếch: 50,100 và 200;
- Bơi bướm: 50,100 và 200;
- Bơi hỗn hợp cá nhân: 200 và 400;
- Bơi tiếp sức: 4×100 tự do, 4×200 tự do; 4×100 hỗn hợp
- Bơi marathon: 10 kilômét

## Tham dự

### Các quốc gia tham dự
- Campuchia (17)
- Indonesia (20)
- Lào (4)
- Malaysia (23)
- Myanmar (4)
- Philippines (8)
- Singapore (27)
- Thái Lan (23)
- Đông Timor (1)
- Việt Nam (17)

## Tóm tắt huy chương

### Bảng huy chương
Quốc gia chủ nhà
| 1       | Singapore (SGP)   | 19 | 6  | 10 | 35  |
| 2       | Việt Nam (VIE)    | 10 | 7  | 6  | 23  |
| 3       | Malaysia (MAS)    | 5  | 3  | 3  | 11  |
| 4       | Indonesia (INA)   | 4  | 11 | 10 | 25  |
| 5       | Thái Lan (THA)    | 2  | 11 | 7  | 20  |
| 6       | Philippines (PHI) | 0  | 2  | 5  | 7   |
| Tổng số | Tổng số           | 40 | 40 | 41 | 121 |

### Nội dung nam
| Nội dung | Vàng | Vàng           | Bạc | Bạc        | Đồng | Đồng       |
| --- | --- | -------------- | --- | ---------- | --- | ---------- |
| 50 m bơi tự do | Teong Tzen Wei · Singapore                                                                              | 22.55          | Triady Fauzi Sidiq · Indonesia                                                                               | 22.66 NR   | Lê Nguyễn Paul · Việt Nam                                                                                       | 22.90 NR   |
| 100 m bơi tự do | Joseph Isaac Schooling · Singapore                                                                      | 48.93          | Hoàng Quý Phước · Việt Nam                                                                                   | 49.31      | Darren Lim Fang Yue · Singapore                                                                                 | 50.56      |
| 200 m bơi tự do | Welson Sim Wee Sheng · Malaysia                                                                         | 1:47.79        | Hoàng Quý Phước · Việt Nam                                                                                   | 1:48.07    | Danny Yeo Kai Quan · Singapore                                                                                  | 1:48.49    |
| 400 m bơi tự do | Welson Sim Wee Sheng · Malaysia                                                                         | 3:50.26 GR     | Aflah Fadlan Prawira · Indonesia                                                                             | 3:54.15    | Nguyễn Hữu Kim Sơn · Việt Nam                                                                                   | 3:54.20    |
| 1500 m bơi tự do | Nguyễn Huy Hoàng · Việt Nam                                                                             | 15:20.10 GR    | Lâm Quang Nhật · Việt Nam                                                                                    | 15:23.94   | Aflah Fadlan Prawira · Indonesia                                                                                | 15:28.69   |
| | |                | |            | |            |
| 50 m bơi ngửa | I Gede Siman Sudartawa · Indonesia                                                                      | 25.20 GR       | Quah Zheng Wen · Singapore                                                                                   | 25.39      | Lê Nguyễn Paul · Việt Nam                                                                                       | 25.82      |
| 100 m bơi ngửa | Quah Zheng Wen · Singapore                                                                              | 54.81          | I Gede Siman Sudartawa · Indonesia                                                                           | 54.94 NR   | Francis Fong Jia Yi · Singapore                                                                                 | 55.92      |
| 200 m bơi ngửa | Quah Zheng Wen · Singapore                                                                              | 2:00.09 GR     | Francis Fong Jia Yi · Singapore                                                                              | 2:00.49    | Ricky Anggawidjaja · Indonesia                                                                                  | 2:02.76    |
| | |                | |            | |            |
| 50 m bơi ếch | Indra Gunawan · Indonesia                                                                               | 28.25          | James Deiparine · Philippines                                                                                | 28.60      | Lionel Khoo Chien Yin · Singapore                                                                               | 28.63      |
| 100 m bơi ếch | Gagarin Nathaniel Yus · Indonesia                                                                       | 1:01.76 NR     | James Deiparine · Philippines                                                                                | 1:02.11    | Radomyos Matjiur · Thái Lan                                                                                     | 1:02.24    |
| 200 m bơi ếch | Nuttapong Ketin · Thái Lan                                                                              | 2:14.35        | Radomyos Matjiur · Thái Lan                                                                                  | 2:14.96    | Daniel Lim Jun Liang · Malaysia                                                                                 | 2:15.77    |
| | |                | |            | |            |
| 50 m bơi bướm | Joseph Isaac Schooling · Singapore                                                                      | 23.06 GR       | Triady Fauzi Sidiq · Indonesia                                                                               | 24.01      | Lê Nguyễn Paul · Việt Nam                                                                                       | 24.37      |
| 100 m bơi bướm | Joseph Isaac Schooling · Singapore                                                                      | 51.38 GR       | Triady Fauzi Sidiq · Indonesia                                                                               | 53.03      | Glenn Victor Sutanto · Indonesia                                                                                | 53.25      |
| 200 m bơi bướm | Quah Zheng Wen · Singapore                                                                              | 1:57.95        | Tia'a Faang Der · Malaysia                                                                                   | 2:01.04    | Navaphat Wongcharoen · Thái Lan                                                                                 | 2:01.06    |
| | |                | |            | |            |
| 200 m bơi hỗn hợp cá nhân | Triady Fauzi Sidiq · Indonesia                                                                          | 2:01.72 NR     | Pang Sheng Jun · Singapore                                                                                   | 2:02.06    | Lê Nguyễn Paul · Việt Nam                                                                                       | 2:03.39    |
| 400 m bơi hỗn hợp cá nhân | Nguyễn Hữu Kim Sơn · Việt Nam                                                                           | 4:22.12 GR, NR | Aflah Fadlan Prawira · Indonesia                                                                             | 4:22.73 NR | Pang Sheng Jun · Singapore                                                                                      | 4:23.54    |
| | |                | |            | |            |
| 4×100 m bơi tiếp sức tự do | Singapore (SIN) · Joseph Isaac Schooling · Darren Lim Fang Yue · Danny Yeo Kai Quan · Quah Zheng Wen    | 3:17.85 GR, NR | Malaysia (MAS) · Chan Jie · Daniel William Henry Bego · Keith Lim Kit Sern · Welson Sim Wee Sheng            | 3:21.79 NR | Indonesia (INA) · Glenn Victor Sutanto · I Gede Siman Sudartawa · Raymond Sumitra Lukman · Triady Fauzi Sidiq   | 3:23.65 NR |
| 4×200 m bơi tiếp sức tự do | Singapore (SGP) · Danny Yeo Kai Quan · Quah Zheng Wen · Pang Sheng Jun · Joseph Isaac Schooling         | 7:18.94        | Việt Nam (VIE) · Hoàng Quý Phước · Lâm Quang Nhật · Nguyễn Ngọc Huỳnh · Trần Duy Khôi                        | 7:25.32 NR | Malaysia (MAS) · Welson Sim Wee Sheng (1:47.36 GR, NR) · Yeap Zheng Yang · Lim Ching Hwang · Keith Lim Kit Sern | 7:26.91    |
| 4×100 m bơi tiếp sức hỗn hợp | Singapore (SGP) · Quah Zheng Wen · Lionel Khoo Chien Yin · Joseph Isaac Schooling · Darren Lim Fang Yue | 3:37.46 GR, NR | Indonesia (INA) · I Gede Siman Sudartawa · Gagarin Nathaniel Yus · Glenn Victor Sutanto · Triady Fauzi Sidiq | 3:40.34    | Việt Nam (VIE)                                                                                                  | 3:43.09    |
| | |                | |            | |            |
| 10 km bơi ngoài trời | Kevin Yeap Soon Choy · Malaysia                                                                         | 2:03:18        | Peerapat Lertsathapornsuk · Thái Lan                                                                         | 2:05:41    | Aflah Fadlan Prawira · Indonesia                                                                                | 2:08:40    |
| AS Kỷ lục châu Á \| GR Kỷ lục đại hội \| WR Kỷ lục thế giới NR Kỷ lục quốc gia (Bất kỳ kỷ lục thế giới nhất thiết cũng là một kỷ lục đại hội, châu Á và quốc gia. Kỷ lục châu Á cũng là kỷ lục đại hội và quốc gia.) | |                | |            | |            |

### Nội dung nữ
| Nội dung | Vàng                                                                                    | Vàng           | Bạc | Bạc        | Đồng | Đồng       |
| --- | --------------------------------------------------------------------------------------- | -------------- | --- | ---------- | --- | ---------- |
| 50 m bơi tự do | Amanda Lim Xiang Qi · Singapore                                                         | 25.41 GR       | Quah Ting Wen · Singapore                                                                                    | 25.46      | Jenjira Srisa-ard · Thái Lan                                                                                              | 25.63      |
| 100 m bơi tự do | Quah Ting Wen · Singapore                                                               | 55.74 GR       | Nguyễn Thị Ánh Viên · Việt Nam                                                                               | 55.76      | Jasmine Alkhaldi · Philippines                                                                                            | 55.90      |
| 200 m bơi tự do | Nguyễn Thị Ánh Viên · Việt Nam                                                          | 1.59           | Natthanan Junkrajang · Thái Lan                                                                              | 2.01       | Jasmine Alkhaldi · Philippines                                                                                            | 2.02       |
| 400 m bơi tự do | Nguyễn Thị Ánh Viên · Việt Nam                                                          | 4:10.96        | Ammiga Himathongkom · Thái Lan                                                                               | 4:15.54    | Natthanan Junkrajang · Thái Lan                                                                                           | 4:16.87    |
| 800 m bơi tự do | Nguyễn Thị Ánh Viên · Việt Nam                                                          | 8:35.55        | Ammiga Himathongkom · Thái Lan                                                                               | 8:45.44    | Natthanan Junkrajang · Thái Lan                                                                                           | 8:51.09    |
| |                                                                                         |                | |            | |            |
| 50 m bơi ngửa | Nguyễn Thị Ánh Viên · Việt Nam                                                          | 29.26          | Sofie Kemala Fatiha · Indonesia                                                                              | 29.81      | Anak Agung Istri Kania Ratih · IndonesiaCaroline Chan Zi Xin · Malaysia                                                   | 29.91      |
| 100 m bơi ngửa | Nguyễn Thị Ánh Viên · Việt Nam                                                          | 1:01.89 GR     | Nurul Fajar Fitriyati · Indonesia                                                                            | 1:04.10    | Phiangkhwan Pawapotako · Thái Lan                                                                                         | 1:04.59    |
| 200 m bơi ngửa | Nguyễn Thị Ánh Viên · Việt Nam                                                          | 2:13.64        | Yessy Venisia Yosaputra · Indonesia                                                                          | 2:18.19    | Roxanne Ashley Yu · Philippines                                                                                           | 2:19.98    |
| |                                                                                         |                | |            | |            |
| 50 m bơi ếch | Roanne Ho Ru'En · Singapore                                                             | 31.29          | Phee Jinq En · Malaysia                                                                                      | 31.54      | Samantha Louisa Yeo Ginn · Singapore                                                                                      | 32.17      |
| 100 m bơi ếch | Phee Jinq En · Malaysia                                                                 | 1:09.00 GR     | Samantha Louisa Ginn Yeo · Singapore                                                                         | 1:09.44 NR | Anandia Treciel V. Evato · Indonesia                                                                                      | 1:10.82    |
| 200 m bơi ếch | Phiangkhwan Pawapotako · Thái Lan                                                       | 2:29.58 GR, NR | Nguyễn Thị Ánh Viên · Việt Nam                                                                               | 2:30.89 NR | Samantha Louisa Ginn Yeo · Singapore                                                                                      | 2:32.41    |
| |                                                                                         |                | |            | |            |
| 50 m bơi bướm | Quah Ting Wen · Singapore                                                               | 26.83          | Jenjira Srisa-ard · Thái Lan                                                                                 | 26.94 NR   | Jasmine Alkhaldi · Philippines                                                                                            | 27.27 NR   |
| 100 m bơi bướm | Quah Jing Wen · Singapore                                                               | 59.38          | Kornkarnjana Sapianchai · Thái Lan                                                                           | 1:00.45    | Quah Ting Wen · Singapore                                                                                                 | 1:00.69    |
| 200 m bơi bướm | Quah Jing Wen · Singapore                                                               | 2:12.03        | Lê Thị Mỹ Thảo · Việt Nam                                                                                    | 2:14.52    | Patarawadee Kittiya · Thái Lan                                                                                            | 2:15.05    |
| |                                                                                         |                | |            | |            |
| 200 m bơi hỗn hợp cá nhân | Nguyễn Thị Ánh Viên · Việt Nam                                                          | 2:14.25        | Samantha Louisa Ginn Yeo · Singapore                                                                         | 2:16.85 NR | Ressa Kania Dewi · Indonesia                                                                                              | 2:17.46 NR |
| 400 m bơi hỗn hợp cá nhân | Nguyễn Thị Ánh Viên · Việt Nam                                                          | 4:45.82        | Azzahra Permatahani · Indonesia                                                                              | 4:50.39    | Gan Ching Hwee · Singapore                                                                                                | 4:54.51    |
| |                                                                                         |                | |            | |            |
| 4×100 m bơi tiếp sức tự do | Singapore (SGP) · Quah Ting Wen · Amanda Lim Xiang Qi · Natasha Ong · Quah Jing Wen     | 3:44.38 GR     | Thái Lan (THA) · Jenjira Srisa-ard · Kornkarnjana Sapianchai · Natthanan Junkrajang · Patarawadee Kittiya    | 3:46.46    | Indonesia (INA) · Nurul Fajar Fitriyati · Patricia Yosita Hapsari · Ressa Kania Dewi · Sagita Putri Krisdewanti           | 3:50.56    |
| 4×200 m bơi tiếp sức tự do | Singapore (SIN) · Christie May · Quah Ting Wen · Rachel Tseng · Quah Jing Wen           | 8:10.41 GR     | Thái Lan (THA) · Ammiga Himathongkom · Benjaporn Sriphanomthorn · Natthanan Junkrajang · Patarawadee Kittiya | 8:16.17    | Philippines (PHI) · Jasmine Alkhaldi · Nicole Justine Marie Oliva · Nicole Meah Pamintuan · Rosalee Mira Santa Ana        | 8:18.58    |
| 4×100 m bơi tiếp sức hỗn hợp | Singapore (SGP) · Hong En Qi · Samantha Louisa Ginn Yeo · Quah Jing Wen · Quah Ting Wen | 4:09.32        | Thái Lan (THA) · Phiangkhwan Pawapotako · Chavunooch Salubluek · Patarawadee Kittiya · Natthanan Junkrajang  | 4:11.67    | Indonesia (INA) · Nurul Fajar Fitriyati · Anandia Treciel Vanessae Evato · Adinda Larasati Dewi · Patricia Yosita Hapsari | 4:12.44 NR |
| |                                                                                         |                | |            | |            |
| 10 km bơi ngoài trời | Heidi Gan · Malaysia                                                                    | 2:11:02        | Benjaporn Sriphanomthorn · Thái Lan                                                                          | 2:16:37    | Chantal Liew · Singapore                                                                                                  | 2:21:30    |
| AS Kỷ lục châu Á \| GR Kỷ lục đại hội \| WR Kỷ lục thế giới NR Kỷ lục quốc gia (Bất kỳ kỷ lục thế giới nhất thiết cũng là một kỷ lục đại hội, châu Á và quốc gia. Kỷ lục châu Á cũng là kỷ lục đại hội và quốc gia.) |                                                                                         |                | |            | |            |